# Nerina
Nerina (Nerine) – rodzaj roślin z rodziny amarylkowatych. Obejmuje 23 gatunków. Rośliny te występują w Afryce Południowej,  na północy sięgając Namibii, Botswany i Zimbabwe. Dwa gatunki zostały introdukowane do Europy: Nerine sarniensis do Wielkiej Brytanii, Francji, na Maderze i Azorach, a nerina ogrodowa do Wielkiej Brytanii. Rosną na klifach, skałach, piaskach i mokradłach i kwitną jesienią. Kilka gatunków i liczne mieszańce uprawiane są jako rośliny ozdobne. Z powodu łatwości z jaką rośliny te się krzyżują – oznaczanie roślin z tego rodzaju bywa kłopotliwe.

## Morfologia

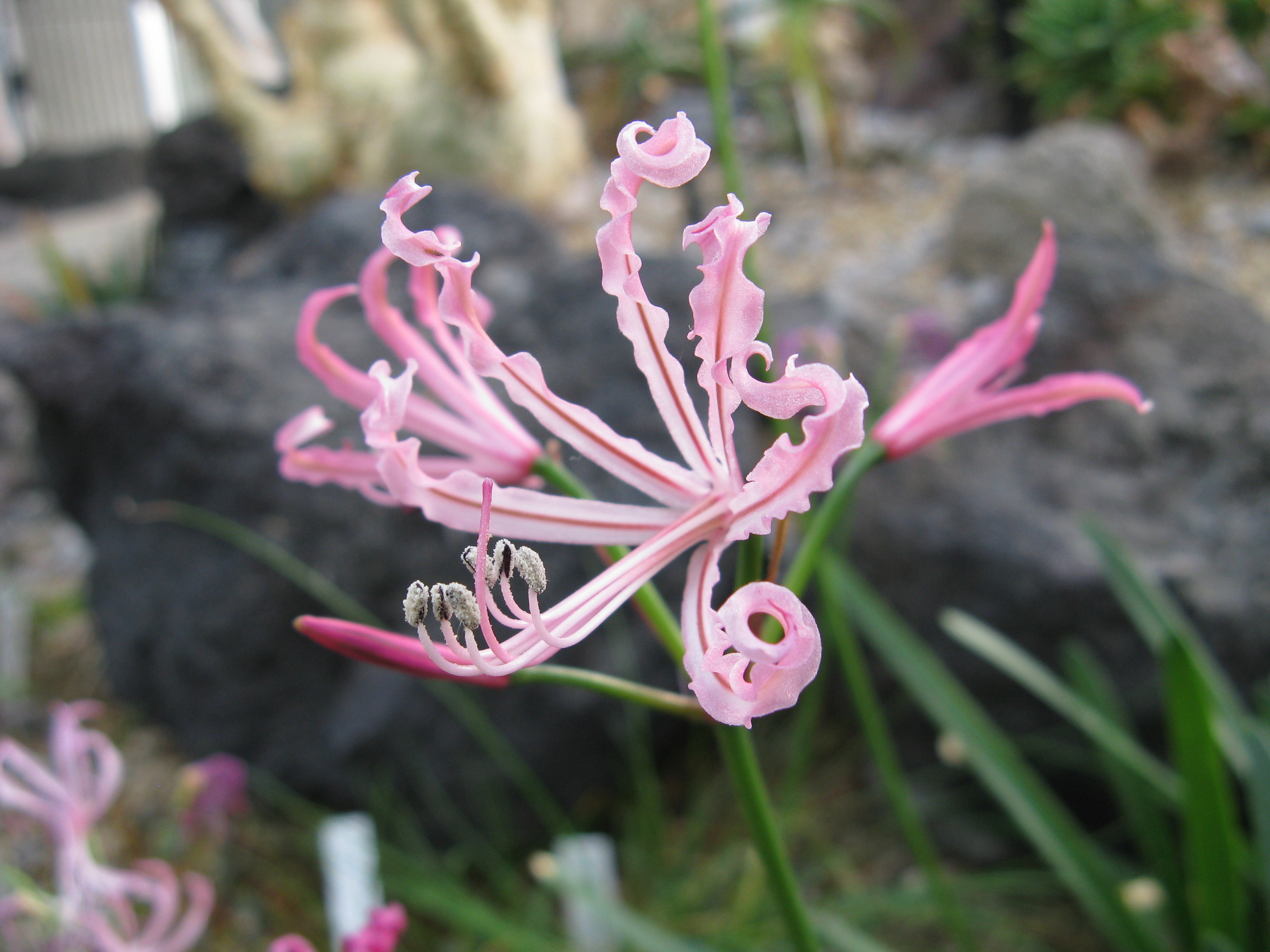
Nerine humilis

PokrójByliny, których tęgi pęd kwiatonośny osiąga do 60 cm wysokości i wyrasta z cebuli.
LiściePłaskie, równowąskie lub rzadko nitkowate, zawsze tylko odziomkowe, o długości do 40 cm. U części gatunków w czasie kwitnienia są już nieobecne.
KwiatyEfektowne, zebrane w baldachy. Okwiat w kolorze czerwonym, różowym lub białym składa się z 6 zwykle wąskich listków o podobnej długości, często o falistym brzegu. Listki te w dole są zrośnięte a w górze odwinięte. Pręcików jest 6, często o wygiętych nitkach dłuższych od okwiatu. Zalążnia dolna powstaje z trzech owocolistków. W każdej z komór rozwijają się cztery zalążki. Pojedyncza szyjka słupka jest prosta lub wygięta.
OwoceTorebki z pojedynczymi, kulistawymi, zielonymi i mięsistymi nasionami, które rosnąc powodują pękanie ścian torebki.

## Systematyka
Pozycja systematyczna
Rodzaj z podplemienia Strumariinae, plemienia Amaryllideae, podrodziny amarylkowych Amaryllidoideae z rodziny amarylkowatych Amaryllidaceae. W przeszłości w różnych systemach klasyfikowany był w szeroko ujmowanej rodzinie liliowatych.
Wykaz gatunków
- Nerine angustifolia (Baker) W.Watson
- Nerine appendiculata Baker
- Nerine bowdenii W.Watson – nerina ogrodowa[7]
- Nerine filamentosa W.F.Barker
- Nerine filifolia Baker
- Nerine frithii L.Bolus
- Nerine gaberonensis Bremek. & Oberm.
- Nerine gibsonii K.H.Douglas
- Nerine gracilis R.A.Dyer
- Nerine hesseoides L.Bolus
- Nerine humilis (Jacq.) Herb.
- Nerine krigei W.F.Barker
- Nerine laticoma (Ker Gawl.) T.Durand & Schinz
- Nerine macmasteri G.D.Duncan
- Nerine marincowitzii Snijman
- Nerine masoniorum L.Bolus
- Nerine pancratioides Baker
- Nerine platypetala McNeil
- Nerine pudica Hook.f.
- Nerine pusilla Dinter
- Nerine rehmannii (Baker) L.Bolus
- Nerine ridleyi E.Phillips
- Nerine sarniensis (L.) Herb.
- Nerine transvaalensis L.Bolus
- Nerine undulata (L.) Herb.
- Nerine × versicolor Herb.